# Ignition
Denna artikel handlar om ett datorspel. För albumet med The Offspring, se Ignition (musikalbum).
Ignition (i tyskspråkiga delar av världen Bleifuss Fun) är ett svensktillverkat racingspel med "top-down view" för dator, släppt 1997 och framställt av Unique Development Studios tillsammans med Virgin Interactive Entertainment.
Ignition innehåller många olika banor och ett dussin väldigt olika bilar. Det finns alltifrån skolbussar, lastbilar, polisbilar, monsterbilar och naturligtvis super snabba sportbilar. Banorna har massor av fällor och funktioner och spelet har också massor av delar som går att låsa upp. Spelet kan spelas av två spelare i delat skärm-läge. Även LAN stöds i Windows-versionen av spelet.
Februari 2017 lanserades spelet på Steam för PC. Denna re-release publicerades också av Interplay Entertainment Corp.